# Zajezdnia tramwajowa przy ulicy Głogowskiej w Poznaniu
Zajezdnia tramwajowa przy ulicy Głogowskiej – zajezdnia tramwajowa w Poznaniu obsługująca tramwaje MPK, zajmująca powierzchnię 2,9 hektara. Druga wybudowana zajezdnia tramwajowa na terenie miasta Poznania. Na terenie zajezdni znajduje się także siedmiopiętrowy budynek, w którym mieszczą się biura i dyrekcja MPK Poznań. Zajezdnia jest oznaczana jako wydział WS1 (do końca 2013 jako wydział S-1).

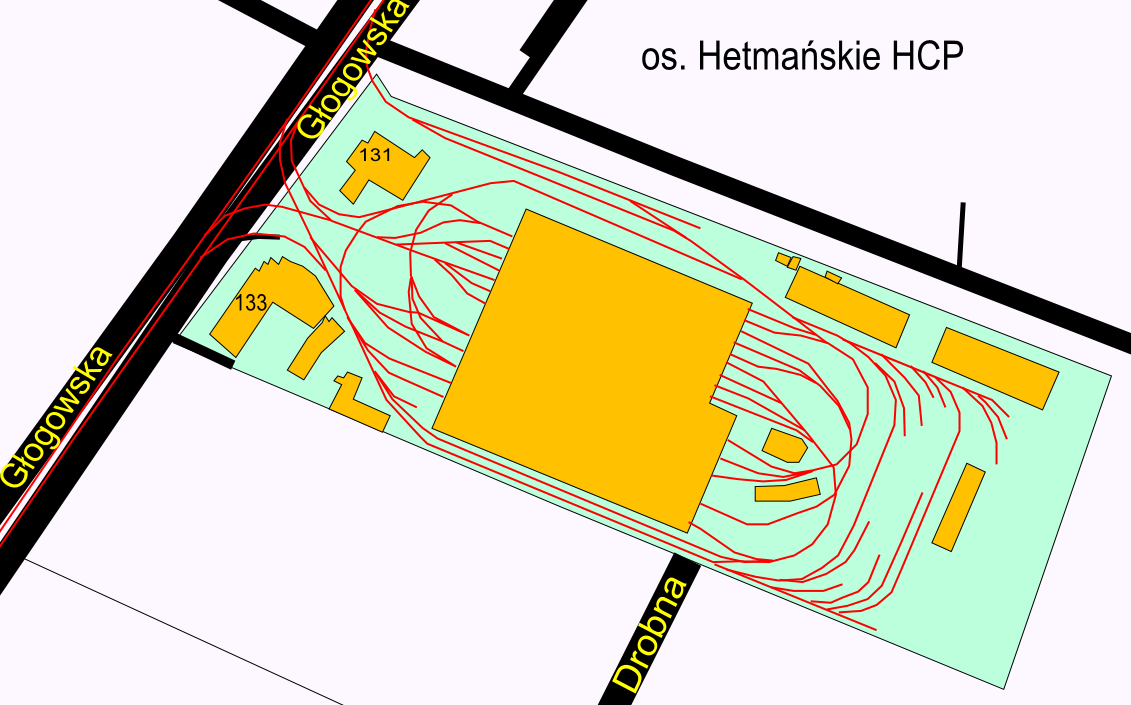
Plan zajezdni Głogowska

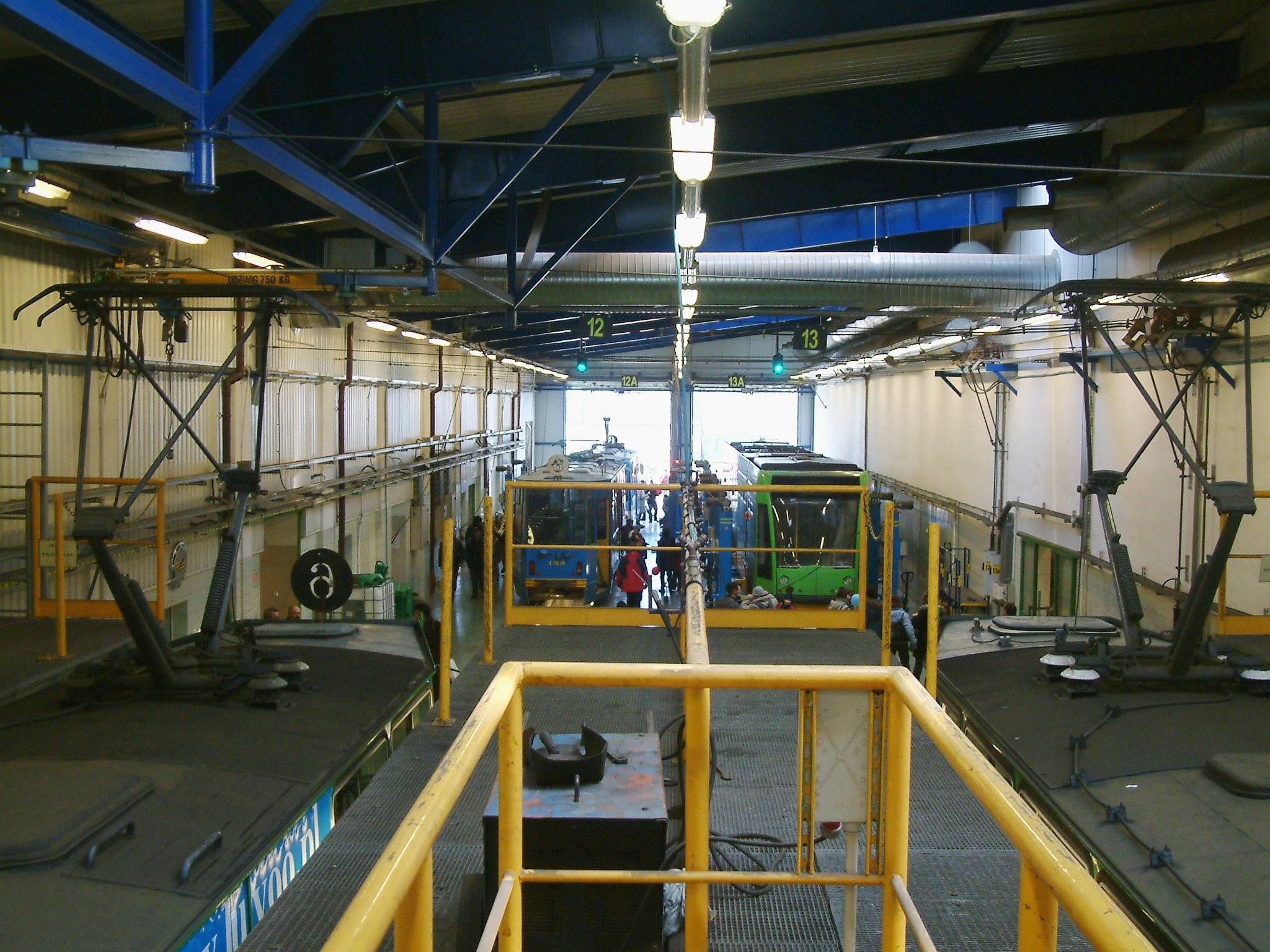
Wnętrze nowej hali postojowej

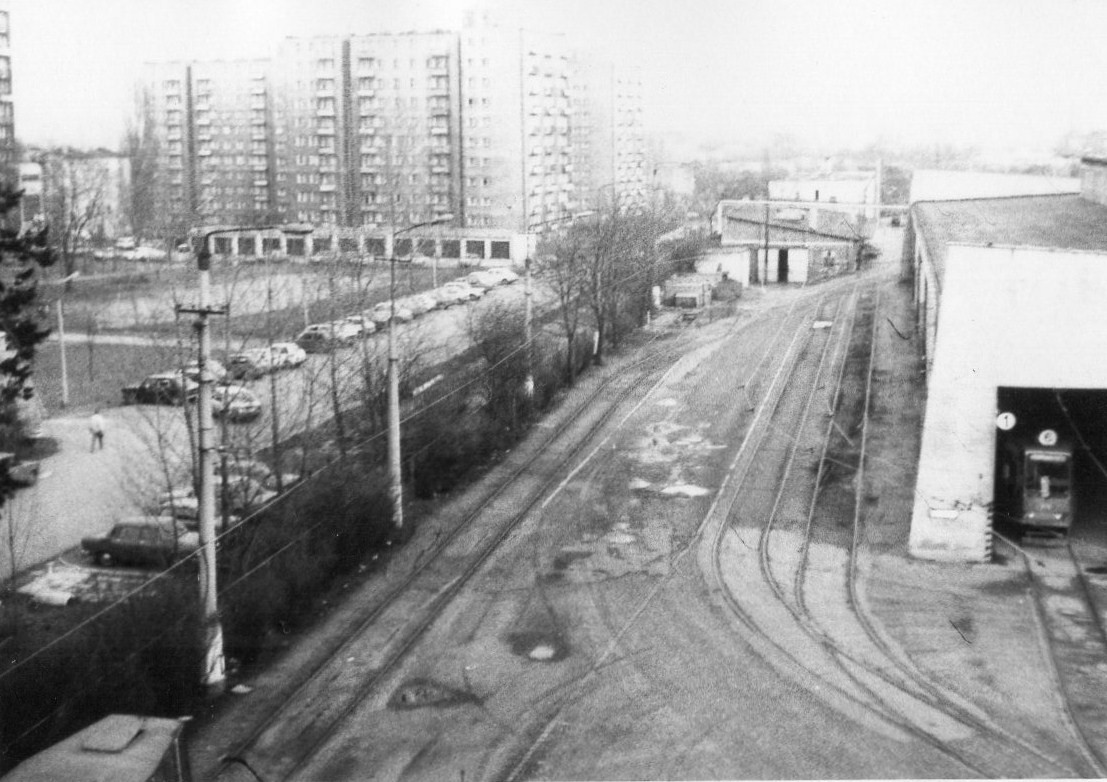
Zajezdnia w marcu 1991 roku

## Historia
W związku z rozwojem komunikacji tramwajowej na terenie miasta Poznania i brakiem miejsca na terenie zajezdni Gajowa, zdecydowano się w 1906 na budowę nowej zajezdni tramwajowej. 16 listopada 1907 oddano do użytku zajezdnię tramwajową przy ul. Głogowskiej. Po wybudowaniu zajezdnia składała się z jednej hali z pięcioma torami i warsztatem. Przez ponad 100 lat funkcjonowania zajezdnia była kilkakrotnie modernizowana i rozbudowywana stając się największą zajezdnią w Poznaniu (do chwili otwarcia zajezdni Franowo). Pierwsza modernizacja odbyła się w latach 20., kiedy zdecydowano się na dobudowanie drugiej pięciotorowej hali. Następna przebudowa odbyła się w lata 30. XX wieku, gdy na terenie zajezdni wybudowano podstację trakcyjną, która zapewniła dostarczanie odpowiedniej ilości prądu dla tramwajów poruszających się po zajezdni. Największa modernizacja zajezdni przypada na lata 50. gdy przebudowano istniejące hale postojowe w jedną z dziewięcioma torami postojowymi. W 1962 powstał siedmiopiętrowy budynek biurowy, w którym mieści się dyrekcja MPK Poznań, która przeniosła się z dotychczasowego budynku znajdującego się na terenie zajezdni Gajowa. Ostatnią modernizację przeprowadzono w latach 1998 – 2000. Wybudowano wtedy nową sześciotorową halę, wyposażoną w specjalne pomosty do przeglądu tramwajów niskopodłogowych których osprzęt znajduje się na dachu pojazdu a nie pod nim, zamontowano także zautomatyzowaną myjnię i zainstalowano stanowisko centralnego odkurzania wagonów. W latach 90. XX wieku planowano zbudowanie głównego wjazdu do zajezdni od strony ul. Dmowskiego (torowiska od linii w ul. Hetmańskiej), z pozostawieniem wjazdu awaryjnego od strony ul. Głogowskiej, ale plany te nigdy nie zostały zrealizowane.
W 1980 (na stulecie MPK Poznań) przy bramie wjazdowej zbudowano betonowy postument, na którym umieszczono wagon tramwaju konnego z 1880. 18 lipca 1999, o godzinie 14:03 w pomnik ten uderzył tramwaj linii 8, który jadąc od strony Górczyna z dużą prędkością wjechał na zwrotnicę przełożoną w kierunku zajezdni i wyskoczył z szyn. W wypadku obrażeń ciała doznało pięć osób, a postument został rozbity.
Od 2005 obiekt przy ulicy Głogowskiej pełni także funkcję poznańskiego Muzeum Komunikacji Miejskiej.
Obecny wieżowiec biurowy przy wjeździe do zajezdni pochodzi z końca lat 50. XX wieku. Wcześniej w jego miejscu stał pochodzący z około 1907 pracowniczy dom mieszkalny.

## Obsługa linii
Zajezdnia obsługuje linie:
| - 1 Junikowo ↔ Franowo - 2 Ogrody ↔ Dębiec PKM - 3 Błażeja ↔ Unii Lubelskiej - 5 Górczyn PKM ↔ Zawady - 6 Miłostowo ↔ Junikowo/Budziszyńska - 7 Ogrody ↔ Połabska - 8 Ogrody ↔ Miłostowo | - 10 Błażeja ↔ Dębiec PKM - 11 Osiedle Sobieskiego ↔ Unii Lubelskiej - 12 Osiedle Sobieskiego ↔ Starołęka PKM - 13 Junikowo ↔ Starołęka PKM - 14 Osiedle Sobieskiego ↔ Górczyn PKM - 15 Osiedle Sobieskiego ↔ Junikowo |

## Tabor liniowy
Na stanie zajezdni znajdują się następujące pojazdy:

(stan na 2023 r.)
| Zdjęcie                                            | Nazwa                                              | Początek eksploatacji                              | Producent                                          | przewóz osób na wózkach                            | klimatyzacja przestrzeni pasażerskiej              | Liczba składów |
| -------------------------------------------------- | -------------------------------------------------- | -------------------------------------------------- | -------------------------------------------------- | -------------------------------------------------- | -------------------------------------------------- | -------------- |
|                                                    | Konstal 105NaDK                                    | 1979                                               | Konstal                                            | N                                                  | N                                                  | 1              |
| Konstal 105Na + Konstal 105NaD                     | Konstal 105Na                                      | 1979                                               | Konstal                                            | N                                                  | N                                                  | 15             |
| Moderus Alfa                                       | Konstal/Modertrans 105N-HF07                       | 2008                                               | Modertrans Poznań                                  | N                                                  | N                                                  | 4              |
|                                                    | Moderus Beta MF 20 AC                              | 2016                                               | Modertrans Poznań                                  | (25%)                                              | T                                                  | 20             |
|                                                    | Moderus Beta MF 22 AC BD                           | 2016/2017                                          | Modertrans Poznań                                  | (25%)                                              | T                                                  | 10             |
| Siemens Combino                                    | Siemens Combino                                    | 2003                                               | Siemens                                            | (100%)                                             | N                                                  | 14             |
| Liczba składów                                     | Liczba składów                                     | Liczba składów                                     | Liczba składów                                     | Liczba składów                                     | Liczba składów                                     | 64             |
| Udział składów niskowejściowych i niskopodłogowych | Udział składów niskowejściowych i niskopodłogowych | Udział składów niskowejściowych i niskopodłogowych | Udział składów niskowejściowych i niskopodłogowych | Udział składów niskowejściowych i niskopodłogowych | Udział składów niskowejściowych i niskopodłogowych | 30,4%          |
| Udział składów klimatyzowanych                     | Udział składów klimatyzowanych                     | Udział składów klimatyzowanych                     | Udział składów klimatyzowanych                     | Udział składów klimatyzowanych                     | Udział składów klimatyzowanych                     | 10,14%         |